# Rugby Park
Pour les articles homonymes, voir Rugby Park (homonymie).
Le Rugby Park est un stade de football construit en 1899 et situé à Kilmarnock, en Écosse.
Il accueille les matches à domicile du Kilmarnock FC, club évoluant en première division écossaise.

## Histoire
L'équipe de Kilmarnock avait connu déjà 3 autres terrains (The Grange, Holm Quarry et Ward's Parkavant) de s'installer sur un terrain appelé Rugby Park en 1877. Il ne s'agissait pas du stade actuel, mais d'un terrain situé à proximité de South Hamilton Street et qu'il partageait avec des équipes de rugby et de cricket. Son nom provient d'ailleurs de la prépondérance de l'équipe de rugby à l'époque sur ce terrain.
Quand, en 1899, Kilmarnock déménage sur son terrain actuel, il est décidé de garder le nom de Rugby Park pour leur nouveau stade. Le premier match a lieu le 1er août 1899 contre le Celtic, pour un match nul 2-2 (après avoir été mené 0-2) dans ce qui constitue le tout premier match de l'équipe dans l'élite écossaise, ayant remporté la Division 2.
Originellement, le stade comportait aussi une piste d'athlétisme et une seule tribune, côté Ouest. En 1935, une toiture est ajoutée à la terrasse Sud. Pendant la Seconde Guerre mondiale, alors que le championnat était suspendu, le stade sert comme dépôt de munitions. Après la fin du conflit, le terrain a dû être totalement refait et la terrasse Nord a été agrandie, des prisonniers de guerre italiens ont participé à ces travaux.
Une toiture a été aménagée sur la terrasse Est en 1959 et la tribune Ouest a été rénovée durant la saison 1960-61. Pendant l'été 1968, l'éclairage (en) a été amélioré pour les retransmissions télévisées.
Dans les années 1990, à la suite notamment du Rapport Taylor, la nécessité d'un stade avec uniquement des places assises s'impose. Le club envisage un temps de déménager pour construire un tout nouveau stade moderne mais opte finalement pour la rénovation du Rugby Park. Le dernier match avant les travaux a lieu le 7 mai 1994, pour une victoire 1-0 face aux Rangers et le chantier débute dès le lendemain. Durant toute la saison 1994-95, la capacité d'accueil a été fortement réduite à cause des travaux de construction de trois nouvelles tribunes appelées Moffat, Chadwick et Est. Une fois terminées, la capacité du stade est portée à 18 128 places et le tout premier match dans le stade avec des places intégralement assises a lieu le 6 août 1995 pour une rencontre amicale contre les champions en titre de la Premier League anglaise, Blackburn Rovers (défaite 0-5 due notamment à un hat-trick d'Alan Shearer).
Le 12 mai 1998, le stade accueille la dernière finale de l'Ayrshire Cup (en) (la compétition n'étant plus jouée) avec une victoire 4-2 de Kilmarnock contre Ayr United alors que les Killies étaient menés 0-2. Pendant l'été 1999, un système de chauffage de la pelouse (en) est installé. Le 26 août 1999, Kilmarnock célèbre le centenaire du Rugby Park, à l'occasion d'une victoire et d'une qualification contre KR Reykjavik en Coupe UEFA.
En juin 2002, un hôtel 4 étoiles, adjacent au stade et appartenant au club, appelé Park Hotel, est ouvert sur l'ancien terrain d'entraînement du club. Pendant l'été 2014, la pelouse naturelle est remplacée par une surface synthétique. Des légers travaux de rénovation ont porté la capacité du stade à 17 921 places toutes assises. 
En plus des matches du Kilmarnock FC, le Rugby Park a déjà accueilli quatre matches de l'équipe d'Écosse de football et un match de l'équipe d'Écosse de rugby à XV, ainsi que des concerts (Elton John y a joué devant 15 000 spectateurs).

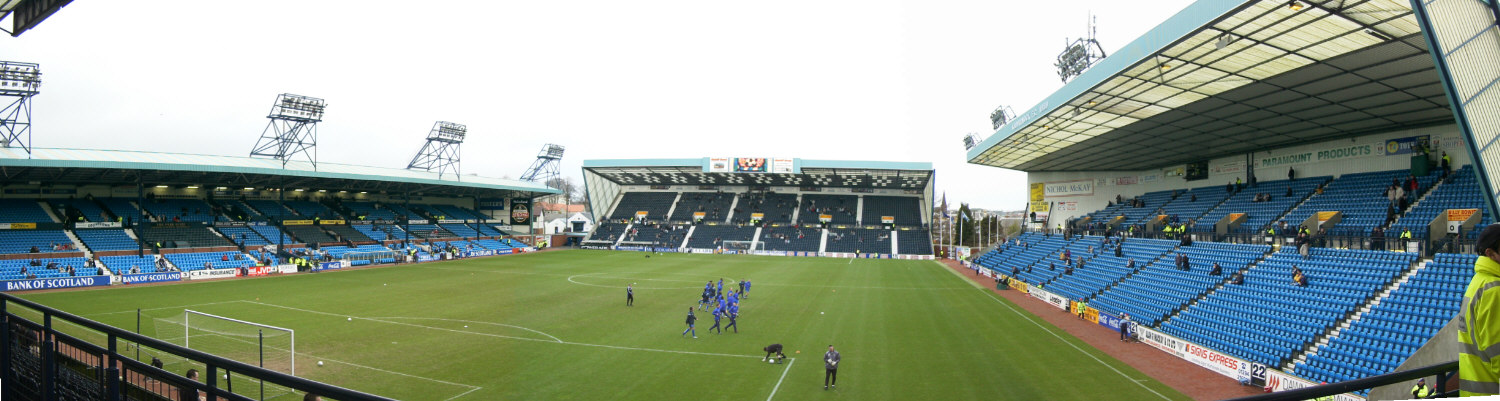
Le Rugby Park, vu depuis la tribune Chadwick.

Les Glasgow Warriors, le club de rugby de Glasgow, joue un match de coupe d'Europe contre le Racing 92 en raison d'intempérie.

### Matches internationaux

#### Football
| 24 mars 1894 | Écosse                                                                                         | 5 – 2 | Pays de Galles |                                                |                                                |
|              | Berry (en) 40e · Barker (en) 44e · Chambers (en) 70e · Alexander (en) 75e · Johnstone (en) 85e |       | Morris (en) ?  | British Home Championship Spectateurs : 10 000 | British Home Championship Spectateurs : 10 000 |
|              | Rapport                                                                                        |       |                | British Home Championship Spectateurs : 10 000 | British Home Championship Spectateurs : 10 000 |

| 5 mars 1910 | Écosse          | 1 – 0 | Pays de Galles |                                                |                                                |
|             | Devine (en) 75e |       |                | British Home Championship Spectateurs : 22 000 | British Home Championship Spectateurs : 22 000 |
|             | Rapport         |       |                | British Home Championship Spectateurs : 22 000 | British Home Championship Spectateurs : 22 000 |

| 29 mars 1997 | Écosse                         | 2 – 0 | Estonie |                                                                                          |                                                                                          |
|              | Boyd 25e · Meet (en) 52e (csc) |       |         | Éliminatoires Coupe du monde 1998 Spectateurs : 17 996 Arbitrage : Heynemann (Allemagne) | Éliminatoires Coupe du monde 1998 Spectateurs : 17 996 Arbitrage : Heynemann (Allemagne) |
|              | Rapport                        |       |         | Éliminatoires Coupe du monde 1998 Spectateurs : 17 996 Arbitrage : Heynemann (Allemagne) | Éliminatoires Coupe du monde 1998 Spectateurs : 17 996 Arbitrage : Heynemann (Allemagne) |

| 27 mai 1997 | Écosse  | 0 – 1 | Pays de Galles |                                                                       |                                                                       |
|             |         |       | Hartson 46e    | Match amical Spectateurs : 9 013 Arbitrage : Snoddy (Irlande du Nord) | Match amical Spectateurs : 9 013 Arbitrage : Snoddy (Irlande du Nord) |
|             | Rapport |       |                | Match amical Spectateurs : 9 013 Arbitrage : Snoddy (Irlande du Nord) | Match amical Spectateurs : 9 013 Arbitrage : Snoddy (Irlande du Nord) |

#### Rugby
| Date             | Nation | Score   | Nation  |
| ---------------- | ------ | ------- | ------- |
| 22 novembre 2014 | Écosse | 37 – 12 | Tonga   |
| 26 novembre 2016 | Écosse | 43 – 16 | Géorgie |

## Affluence
Le record d'affluence date du 10 mars 1962 pour un match de Coupe d'Écosse entre Kilmarnock et les Rangers, avec 35 995 spectateurs.
Les moyennes de spectateurs des dernières saisons sont :
- 2014-2015 : 4 076 (Premiership)
- 2013-2014 : 4 250 (Premier League)
- 2012-2013 : 4 647 (Premier League)

## Transport
La gare la plus proche est la gare de Kilmarnock (en), située à 15/20 minutes à pied du stade. Celui-ci est rapidement accessible par l'A71 (en).